# Mercedes Bryce Morgan
Mercedes Bryce Morgan és una cineasta i directora de vídeos musicals estatunidenca. És més coneguda per dirigir les pel·lícules Fixation i Spoonful of  Sugar.

## Carrera
Mercedes es va graduar amb una llicenciatura en producció de cinema i televisió a la USC School of Cinematic Arts a Los Angeles. El 2018, ser directora i productora executiva, Stargate Origins, una continuació de la franquícia Stargate per a MGM Studios. Va dirigir l'àlbum visual de Todrick Hall "All American" Forbidden. També va dirigir vídeos musicals d'artistes com Marshmello, Saygrace, Slushii, Chvrches i Todrick Hall.
El debut de Mercedes com a directora de llargmetratge, Fixation, es va estrenar al Festival Internacional de Cinema de Toronto el 2022. El 2022, va dirigir el seu segon llargmetratge Spoonful of Sugar, estrenat a Shudder. També està preparada per dirigir un proper thriller per a LD Entertainment, titulat Bone Lake.

## Filmografia selecta
| Any  | Títol              | Contribució                     | Nota               |
| ---- | ------------------ | ------------------------------- | ------------------ |
| 2013 | Love and Laundry   | Director i guionista            | Curtmetratge       |
| 2015 | Virtual Morality   | Director, guionista i productor | 1 episodi          |
| 2017 | Fantasies          | Director                        | 4 episodis         |
| 2018 | Stargate Origins   | Director i productor executiu   | Sèrie de televisió |
| 2019 | Five Points        | Director                        | 3 episodis         |
| 2020 | Come F*ck My Robot | Director i guionista            | Curtmetratge       |
| 2022 | Fixation           | Director i guionista            | Llargmetratge      |
| 2022 | Spoonful of Sugar  | Director                        | Llargmetratge      |

### Vídeos musicals selectes
| Any  | Títol                    | Artista      | Papers   | Notes |
| ---- | ------------------------ | ------------ | -------- | ----- |
| 2018 | "All American" Forbidden | Todrick Hall | Director |       |
| 2018 | "Happier"                | Marshmello   | Director |       |
| 2018 | "Flashbacks"             | Marshmello   | Director |       |
| 2019 | "Here with Me"           | Marshmello   | Director |       |
| 2019 | "Doin' Too Much"         | Saygrace     | Director |       |